# Joe's Corsage
Joe's Corsage je posmrtné album kytaristy Franka Zappy a skupiny The Mothers of Invention, ze začátku 60. let 20. století. Bylo nahráno ještě před vydáním jejich debutového alba Freak Out! (1966). Album sestavil Joe Travers, a jeho název vznikl ze Zappova alba z roku 1979 Joe's Garage.

## Seznam skladeb
Všechny skladby napsal Frank Zappa, pokud není uvedeno jinak.
1. "Pretty Pat" – 0:33
2. "Motherly Love" – 2:21
3. "Plastic People" (Richard Berry, Zappa) – 3:05
4. "Anyway the Wind Blows" – 2:55
5. "I Ain't Got No Heart" – 3:50
6. "The Phone Call"/"My Babe" (Bobby Hatfield, Bill Medley) – 4:06
7. "Wedding Dress Song/Handsome Cabin Boy" (Trad.) – 1:02
8. "Hitch Hike" (William "Mickey" Stevenson, Clarence Paul, Marvin Gaye) – 2:54
9. "I'm So Happy I Could Cry" – 2:43
10. "Go Cry on Somebody Else's Shoulder" (Zappa, Ray Collins) – 3:29
11. "How Could I Be Such a Fool?" – 3:00
12. "We Made Our Reputation Doing It That Way..." – 5:34

## Sestava
- Frank Zappa – kytara, zpěv
- Ray Collins – zpěv, tamburína, harmonika (skladby 6–8)
- Henry Vestine (skladby 2–5) – kytara
- Roy Estrada – basová kytara
- Jimmy Carl Black – bicí